# Marcus Bakke
Marcus Bakke (Bærum, 10 gennaio 1981) è un calciatore norvegese, centrocampista del Lommedalen.

## Biografia
È il fratello minore di Petter Bakke.

## Carriera

### Club

#### Gli esordi
Bakke cominciò la carriera con la maglia del Bærum, per poi passare al Brann. Il 16 luglio 2000, esordì nell'Eliteserien, sostituendo Geirmund Brendesæter nel successo per 2-6 sul campo del Viking. Nello stesso anno, fu arrestato assieme al compagno di squadra Azar Karadas. L'allenatore Teitur Þórðarson criticò i due ragazzi, definendoli immaturi. A causa di altri problemi disciplinari, il contratto di Bakke con il Brann fu risolto nel 2002.

#### Le esperienze con Bærum e Molde
Giocò poi nuovamente nel Bærum del tecnico Arild Stavrum. Nel 2006, Stavrum fu assunto come allenatore del Molde e volle Bakke con sé. Debuttò in squadra il 9 aprile, quando fu titolare nel successo per 3-1 sul Tromsø. Stavrum ne elogiò le qualità, dichiarando di considerare Bakke come un calciatore troppo forte per la 2. divisjon. Totalizzò 8 apparizioni per il Molde, che a fine stagione retrocesse in 1. divisjon: Bakke fu allora svincolato e tornò al Bærum.
Nel 2011, contribuì alla promozione del club, che tornò in 1. divisjon.

## Statistiche

### Presenze e reti nei club
Aggiornato al 4 dicembre 2012.
| Stagione     | Club         | Campionato   | Campionato | Campionato | Coppe nazionali | Coppe nazionali | Coppe nazionali | Coppe continentali | Coppe continentali | Coppe continentali | Supercoppe | Supercoppe | Supercoppe | Totale | Totale |
| Stagione     | Club         | Comp         | Pres       | Reti       | Comp            | Pres            | Reti            | Comp               | Pres               | Reti               | Comp       | Pres       | Reti       | Pres   | Reti   |
| ------------ | ------------ | ------------ | ---------- | ---------- | --------------- | --------------- | --------------- | ------------------ | ------------------ | ------------------ | ---------- | ---------- | ---------- | ------ | ------ |
| 1998         | Bærum        | 2D           | ?          | ?          | CN              | ?               | ?               | -                  | -                  | -                  | -          | -          | -          | ?      | ?      |
| 1999         | Bærum        | 2D           | ?          | ?          | CN              | ?               | ?               | -                  | -                  | -                  | -          | -          | -          | ?      | ?      |
| 2000         | Brann        | ES           | 5          | 0          | CN              | 0               | 0               | CU                 | 1                  | 0                  | -          | -          | -          | 6      | 0      |
| 2001         | Brann        | ES           | 1          | 0          | CN              | 1               | 0               | UCL                | 0                  | 0                  | -          | -          | -          | 2      | 0      |
| 2002         | Brann        | ES           | 0          | 0          | CN              | 0               | 0               | -                  | -                  | -                  | -          | -          | -          | 0      | 0      |
| Totale Brann | Totale Brann | Totale Brann | 6          | 0          |                 | 1               | 0               |                    | 1                  | 0                  |            | -          | -          | 8      | 0      |
| 2003         | Bærum        | 1D           | 8          | 0          | CN              | 1               | 0               | -                  | -                  | -                  | -          | -          | -          | 9      | 0      |
| 2004         | Bærum        | 2D           | ?          | ?          | CN              | ?               | ?               | -                  | -                  | -                  | -          | -          | -          | ?      | ?      |
| 2005         | Bærum        | 2D           | ?          | ?          | CN              | ?               | ?               | -                  | -                  | -                  | -          | -          | -          | ?      | ?      |
| 2006         | Molde        | ES           | 8          | 0          | CN              | 1               | 0               | CU                 | 0                  | 0                  | -          | -          | -          | 9      | 0      |
| 2007         | Bærum        | 2D           | ?          | ?          | CN              | ?               | ?               | -                  | -                  | -                  | -          | -          | -          | ?      | ?      |
| 2008         | Bærum        | 2D           | ?          | ?          | CN              | ?               | ?               | -                  | -                  | -                  | -          | -          | -          | ?      | ?      |
| 2009         | Bærum        | 2D           | ?          | ?          | CN              | ?               | ?               | -                  | -                  | -                  | -          | -          | -          | ?      | ?      |
| 2010         | Bærum        | 2D           | ?          | ?          | CN              | ?               | ?               | -                  | -                  | -                  | -          | -          | -          | ?      | ?      |
| 2011         | Bærum        | 2D           | ?          | ?          | CN              | ?               | ?               | -                  | -                  | -                  | -          | -          | -          | ?      | ?      |
| Totale Bærum | Totale Bærum | Totale Bærum | 8+         | 0+         |                 | ?               | ?               |                    | -                  | -                  |            | -          | -          | 8+     | 0+     |
| 2012         | Lommedalen   | 3D           | ?          | ?          | CN              | ?               | ?               | -                  | -                  | -                  | -          | -          | -          | ?      | ?      |
| Totale       | Totale       | Totale       | 22+        | 0+         |                 | 3+              | 0+              |                    | 1                  | 0                  |            | -          | -          | 26+    | 0+     |